# 陳義芝
陳義芝（1953年11月4日—），曾使用筆名陳辛、陳棄疾、異植，台灣詩人、散文家及文學評論家。生於台灣花蓮，成長於彰化，籍貫四川忠縣。國立臺灣師範大學畢業，香港新亞研究所文學碩士，高雄師範大學國文研究所博士。現任國立臺灣師範大學國文學系教授，曾任台師大全球華文寫作中心首任主任、《聯合報》副刊編輯、高級資深績優記者及聯合副刊主任、中學教師。詩作有英譯、日譯及韓譯本。

## 主要著作

### 文學評論
- 《從半裸到全開：台灣戰後世代女詩人的性別意識》1999
- 《聲納：台灣現代主義詩學流變》2006
- 《文字結巢》2007
- 《現代詩人結構》2010
- 《風格的誕生：現代詩人專題論稿》2017
- 《所有動人的故事：文學閱讀與批評》2017
- 《傾心：人生七卷詩》2019

### 詩集
- 《落日長煙》1977
- 《青衫》1985
- 《新婚別》1989
- 《不能遺忘的遠方》1993
- 《遙遠之歌》（詩選）1993
- 《不安的居住》1998
- 《小孩與鸚鵡》（童詩集）1998
- 《陳義芝.世紀詩選》（詩選）2000
- 《我年輕的戀人》2002
- 《邊界》2009
- 《陳義芝集》（詩選）2010
- 《陳義芝詩精選集》（詩選）2010
- 《掩映》2013
- 《無盡之歌》2020
- 《蜂巢》（詩選）2023
- 《遺民手記》2024

### 散文集
- 《在溫暖的土地上》1987
- 《為了下一次的重逢》2006
- 《歌聲越過山丘》2012
- 《晚來天隨筆》2021